# Winchester
Winchester (englische Aussprache [ˈwɪntʃɪstə]) ist eine Stadt im Süden Englands mit ca. 40.000 Einwohnern. Sie ist der Verwaltungssitz der Grafschaft Hampshire und des Distrikts City of Winchester, der um einiges größer ist als die Stadt selbst. Winchester liegt am westlichen Ende der South Downs am Fluss River Itchen und an der Eisenbahnstrecke, die von London nach Weymouth im Südwesten Englands führt.
In der Geschichte Englands spielte Winchester eine bedeutende Rolle. Im 10. und frühen 11. Jahrhundert war Winchester die Hauptstadt Englands und davor die Hauptstadt des angelsächsischen Königreichs Wessex.

## Geschichte
Schon aus vorrömischer Zeit sind Siedlungen auf dem Stadtgebiet bekannt. Im westlichen Teil der heutigen Stadt befindet sich die aus einem Wehrgraben bestehende Eisenzeitsiedlung „Oram’s Arbour“. Nach der Besetzung Britanniens durch die Römer gewann die Ansiedlung an Bedeutung und wurde „Venta Belgarum“ genannt, was „Markt der Belger“ bedeutet.
Der frühmittelalterliche Geschichtsschreiber Nennius bezeichnet den Ort mit dem keltischen Namen „Caergwinntguic“ oder „Caergwintwg“. Ab der angelsächsischen Eroberung der Gegend im Jahre 519 wurde jedoch ansonsten der Name „Wintanceastre“ benutzt (dessen erster Teil „Wintan-“ das lateinische „Venta“ fortsetzt).

### Angelsächsische Zeit

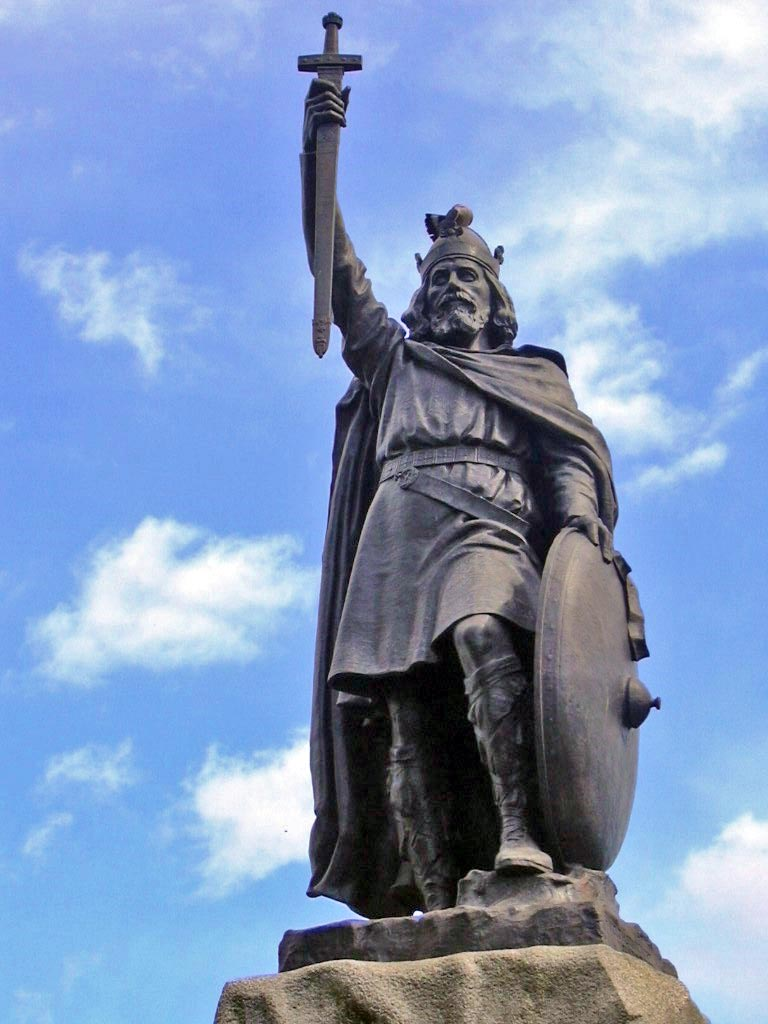
Statue Alfreds des Großen

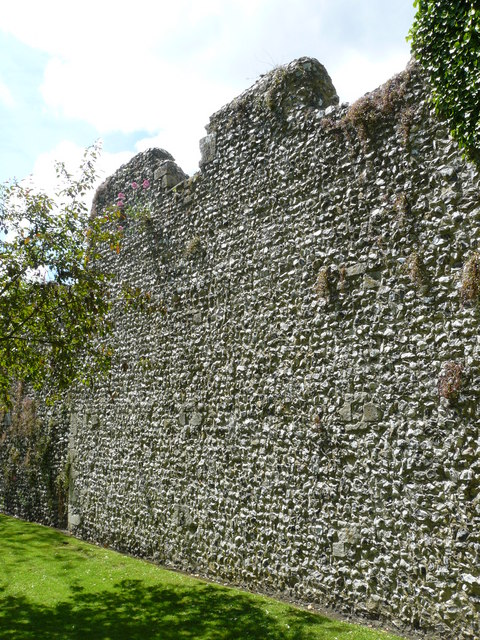
Mauerrest des Burh von Alfreds Hauptstadt, Winchester, mittelalterliche Mauer auf römischen Fundamenten

Die Stadt erlangte etwa um das Jahr 686 historische Bedeutung, als sie Dorchester als eigentliche Hauptstadt des alten Königreichs Wessex ablöste, nachdem König Caedwalla der Gewissæ König Arwald von Wight besiegt hatte. Obwohl es nicht die einzige Stadt war, die Hauptstadt genannt wurde, machte König Egbert von Wessex sie im Jahre 827 zur wichtigsten Stadt seines Königreichs. In der Mitte des 9. Jahrhunderts war der heilige Swithin Bischof von Winchester. Ende des 9. Jahrhunderts wurde die Stadt auch Teil einer Anzahl von Befestigungen entlang der Südküste Englands, die von Alfred dem Großen angelegt und „burhs“ genannt wurden.

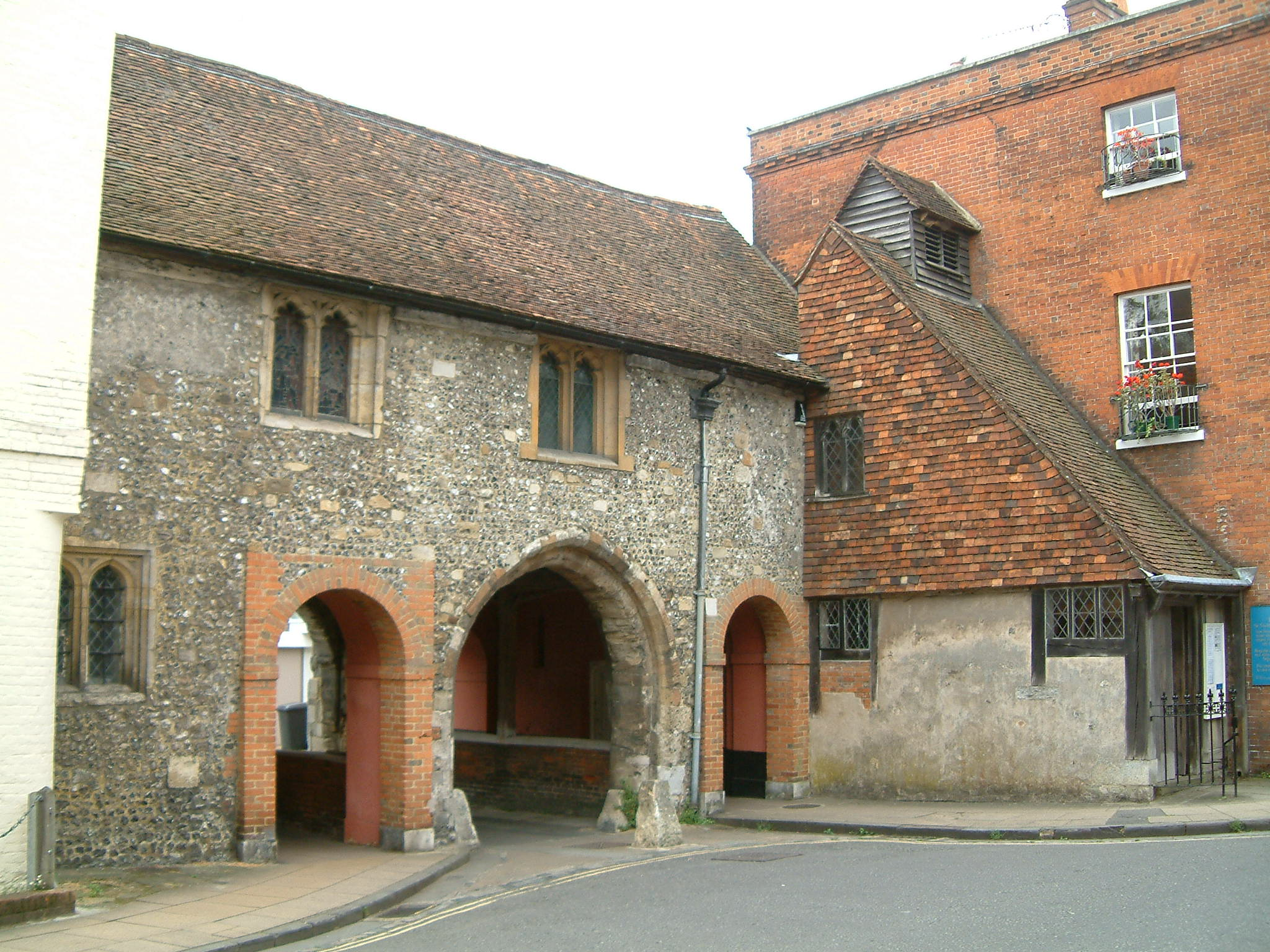
Das Stadttor King’s Gate

Noch heute sieht man die angelsächsische Straßenführung im Stadtplan: Die Straßen sind in Kreuzform angelegt, wie es damals üblich war, und ließen die vorhandene römische Straßenführung in die Stadtplanung einfließen. Das kirchliche Viertel lag im Südwesten, der Gerichtsbezirk im Südosten und die Händler waren im Nordosten der Stadt. Die Grenzen der ursprünglichen Stadt kann man heute anhand der erhaltenen Stadtmauer erkennen, die in sächsischer Zeit eine Holzbarrikade mit einem umlaufenden Graben gewesen sein dürfte. Es gibt sechs Stadttore, jeweils eines im Norden, Westen, Süden und Osten, sowie Durngate und King’s Gate.
Worthy Park, in Kingsworthy, bei Winchester ist ein angelsächsisches Gräberfeld mit 94 Körpergräbern und 46 Einäscherungen.
Winchester blieb die Hauptstadt von Wessex und später von England bis nach der Eroberung durch die Normannen, die 1066 London als Hauptstadt wählten.

### Das Mittelalter und danach

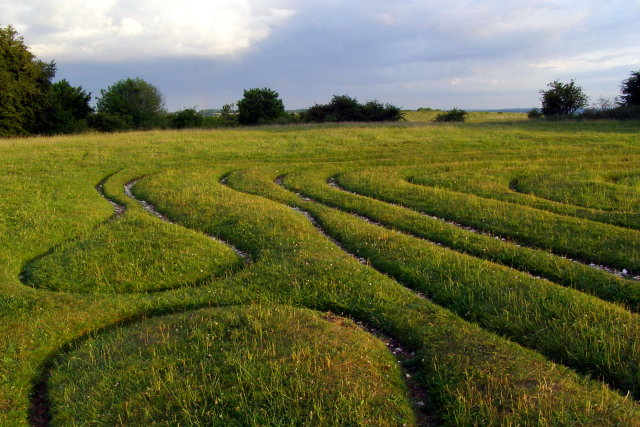
Rasenlabyrinth aus dem 17. Jh. auf dem St. Catherine’s Hill, wo sich auch Überbleibsel einer eisenzeitlichen Befestigungsanlage befinden.

Ein schweres Feuer im Jahre 1141 beschleunigte den Niedergang der Stadt. Dieser ließ sich auch nicht dadurch aufhalten, dass William von Wykeham (1320–1404) eine wichtige Rolle in der Stadtentwicklung spielte. Als Bischof von Winchester war er verantwortlich für den Bau weiter Teile der heutigen Kathedrale und gründete Winchester College, wie auch das New College in Oxford. Im Mittelalter war Winchester auch zeitweilig ein wichtiges Zentrum des Wollhandels, um dann aber immer mehr an Bedeutung zu verlieren.
Die Autorin Jane Austen starb am 18. Juli 1817 in Winchester und wurde in der Kathedrale beigesetzt.
Der romantische Dichter John Keats wohnte in Winchester von Mitte August bis Oktober 1819. Hier schrieb er Isabella, St. Agnes Eve und Lamia. Teile von Hyperion und die Tragödie Otho the Great wurden ebenfalls in Winchester geschrieben.
Die Geschichte Winchesters wird eindrucksvoll im Stadtmuseum dargestellt, das an der Ecke Minster Street und The Square liegt.

### Vororte
Neben dem Stadtzentrum gibt es mehrere Vororte und Viertel innerhalb der Stadt, darunter:
- Abbotts Barton
- Badger Farm
- Bar End
- Fulflood
- Harestock
- Highcliffe
- Hyde
- Oliver’s Battery
- Stanmore
- St. Cross
- Teg Down
- Weeke
- Winnall

## Historische Gebäude

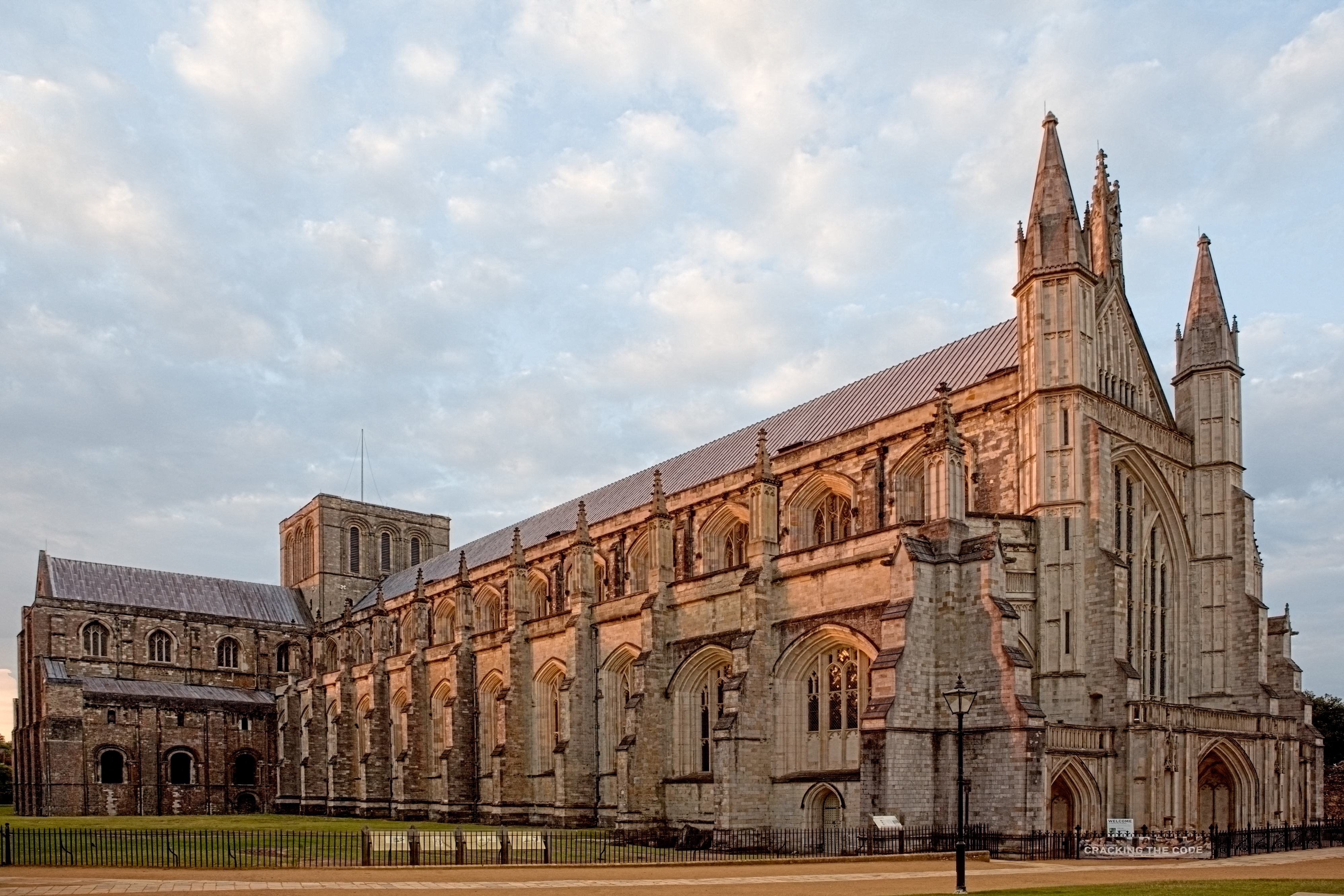
Die Kathedrale von Winchester

### Kathedrale
Die Kathedrale von Winchester ist die zweitlängste Kathedrale in Europa; sie wurde 1079 errichtet. Ihre einzigartige Bauweise verbindet die Architekturstile vom 11. bis zum 16. Jahrhundert. Im Inneren wurden viele Bischöfe von Winchester bestattet, u. a. William von Wykeham. Auch die Gräber von Königen, wie Egbert von Wessex, Canute und William Rufus, findet man dort neben bekannten Personen wie Jane Austen.
Früher war die Kathedrale ein beliebter Wallfahrtsort, da sie den Schrein des heiligen Swithin beherbergte. Auch der Pilgerweg nach Canterbury beginnt in Winchester.
Neben der Kathedrale ist auf der Wiese der Grundriss der Vorgängerkirche, des Alten Münsters, zu erkennen. Auch die danach gebaute Neue Münsterkirche, in der ursprünglich Alfred der Große und Eduard der Ältere begraben waren, stand ehemals neben der Kathedrale.
Die Kathedrale unterhält einen Jungen- und einen Mädchenchor, die regelmäßig Konzerte in der Kathedrale geben.
Im Kirchhof befinden sich eine Reihe von historischen Gebäuden aus der Zeit, als die Kathedrale auch ein Kloster umfasste. Insbesondere das aus dem 13. Jahrhundert stammende Dekanat ist sehenswert. Es war ursprünglich das Haus des Priors. Dort wurde im Jahre 1486 Arthur Tudor, der damalige Thronfolger und Prince of Wales, geboren.
Nicht weit davon entfernt steht Cheyney Court, ein Fachwerkhaus aus der Mitte des 15. Jahrhunderts, das ursprünglich als Pförtnerhaus des Klosters diente und später zum Bischofspalast gehörte.
Auch das erste Gebäude mit Hammerbalken-Gewölbe befindet sich im Kirchhof neben Deans Garden. Es wird Pilgerhalle genannt und war früher Teil eines Wirtshauses, das die unzähligen Pilger beherbergte, die den Swithinschrein besuchen wollten. Dort wurden die Reste der verschwenderischen Bankette des Dekans an die Pilger verteilt, die auch in der Halle übernachten konnten. Das Baujahr des Gebäudes wird mit 1308 angegeben. Heutzutage wird das Gebäude als Schulaula, Veranstaltungsort und Theater benutzt.

### Wolvesey Castle
Wolvesey Castle war der normannische Bischofspalast aus dem Jahre 1110. An dieser Stelle war bereits in angelsächsischer Zeit ein Gebäude vorhanden. Der Palast wurde später während der politischen Wirren zu Zeiten König Stephens von seinem Bruder Heinrich von Blois erweitert. Als Philipp II. von Spanien am 25. Juli 1554 Maria die Katholische, die älteste Tochter Heinrichs VIII., in der Kathedrale heiratete, waren sie Gäste im Bischofspalast. Heute sind nur noch Ruinen des Palastes übrig, die vom English Heritage betreut werden. Lediglich die Kapelle wurde Bestandteil des neuen Palastes, der in den 1680er Jahren gebaut wurde. Auch von ihm ist lediglich ein Gebäudeflügel erhalten geblieben.

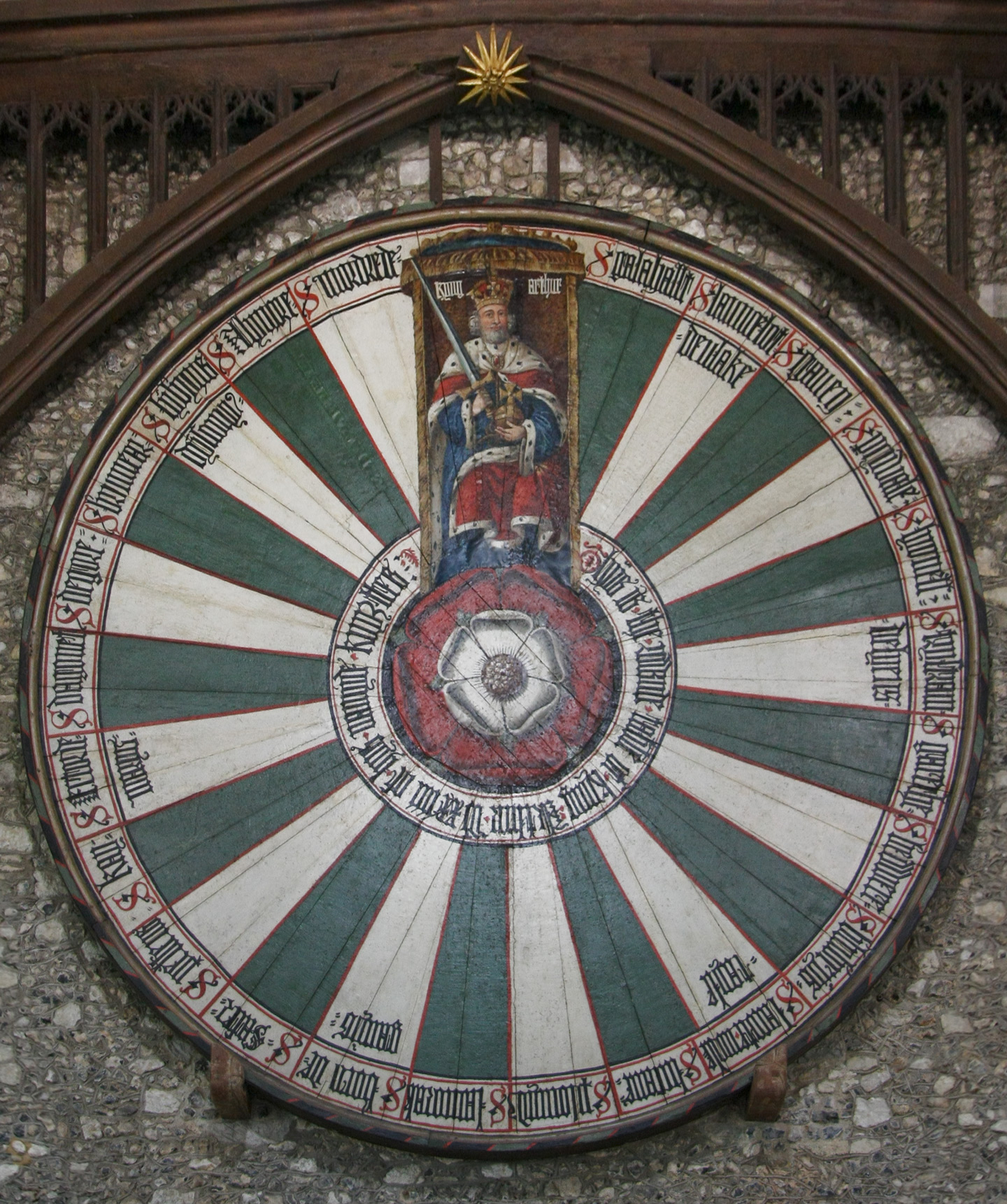
König Artus’ Runder Tisch in der Großen Halle von Winchester Castle

### Winchester Castle
Die Große Halle von Winchester Castle wurde im 12. Jahrhundert errichtet und irgendwann zwischen 1222 und 1235 weiter ausgebaut. Sie hat heute noch das damalige Aussehen.
In ihr befindet sich heute der Runde Tisch von König Artus, der mindestens seit 1463 dort aufgehängt ist. Es handelt sich jedoch nicht um einen Tisch aus Artus Zeiten, sondern er stammt aus dem 13. Jahrhundert. Dennoch ist er geschichtlich bedeutsam und zieht immer noch viele Touristen an. Ursprünglich war der Tisch unbemalt und wurde erst für König Heinrich VIII. im Jahre 1522 mit Bildern versehen. Am oberen Ende ist König Arthur auf seinem Thron zu sehen und rund um den Tisch befinden sich die Namen der legendären Ritter der Tafelrunde.
Die Außenanlagen der Großen Halle sind im Stil eines mittelalterlichen Gartens gehalten. Außer der Halle sind nur einige wenige ausgegrabene Grundmauern des Bergfrieds vorhanden. Sie wurden mit dem King’s House überbaut, das heute Teil der Peninsula-Kasernen ist, in denen sich einige Militärmuseen befinden. Außerdem ist in Winchester ein Ausbildungsregiment der Armee in der Sir John Moore Kaserne stationiert, wo die Grundausbildung der Rekruten stattfindet.

### Winchester College

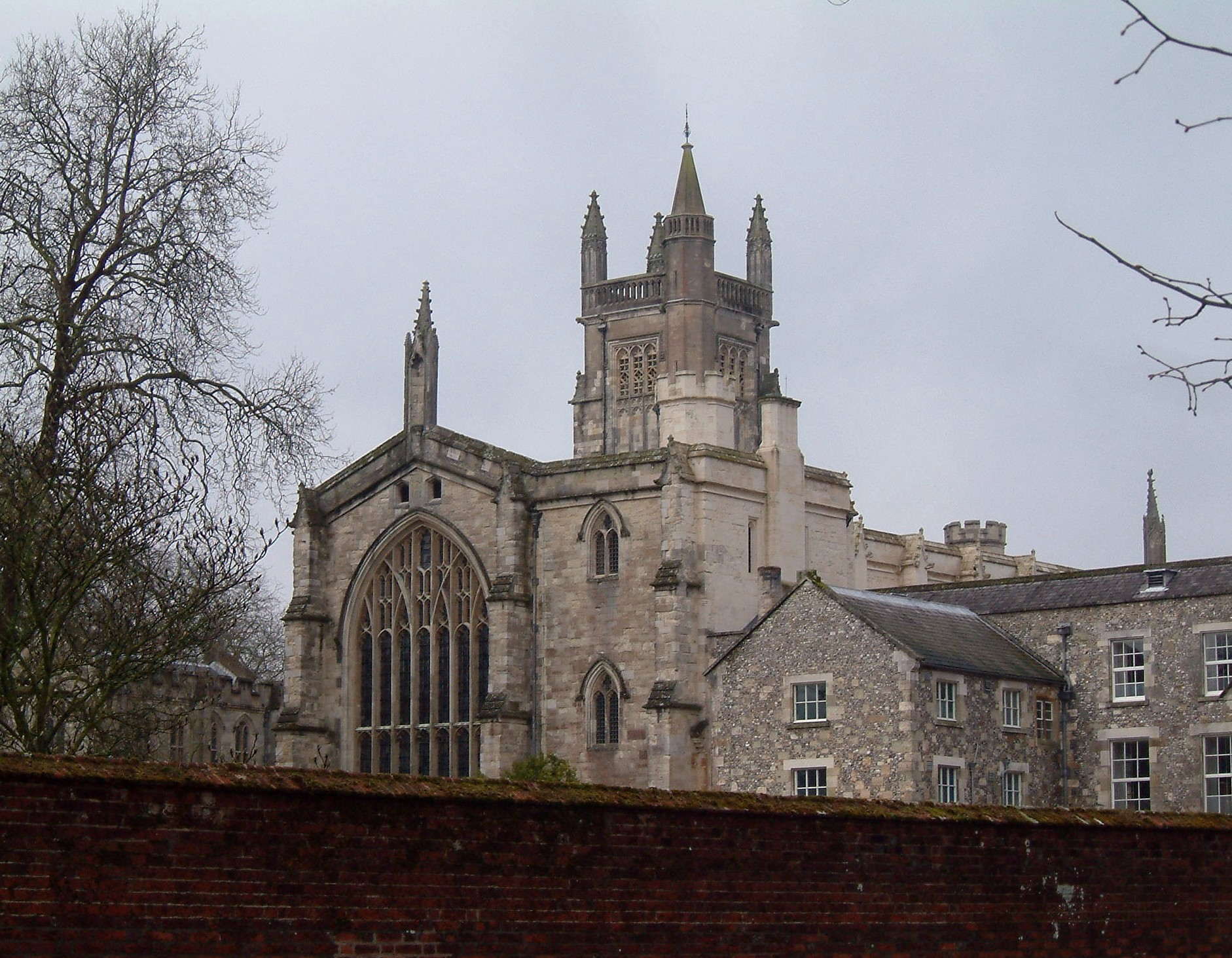
Winchester College

Die Gebäude des Winchester College beherbergen eine Privatschule, die von Wilhelm von Wykeham im Jahre 1382 gegründet wurde. Es gibt zwei Innenhöfe, ein Torhaus, einen Kreuzgang, eine Halle und eine bemerkenswerte Collegekapelle. Ursprünglich war es gegründet worden, um Jungen aus ärmlichen Verhältnissen zu unterrichten, bevor sie zum New College nach Oxford gingen und die Kirchenlaufbahn einschlugen.

### Hospital zum Heiligen Kreuz
Die Armenhäuser und die gewaltige normannische Kapelle des Hospitals zum heiligen Kreuz wurden in den 1130er Jahren außerhalb der Stadt von Heinrich von Blois gegründet. Seit dem 14. Jahrhundert wird bis heute die so genannte „Wayfarer’s dole“ ausgeteilt, eine milde Gabe bestehend aus Ale und Brot, ursprünglich gedacht, die Pilger auf ihrem Weg nach Canterbury zu unterstützen.

### Weitere interessante Gebäude

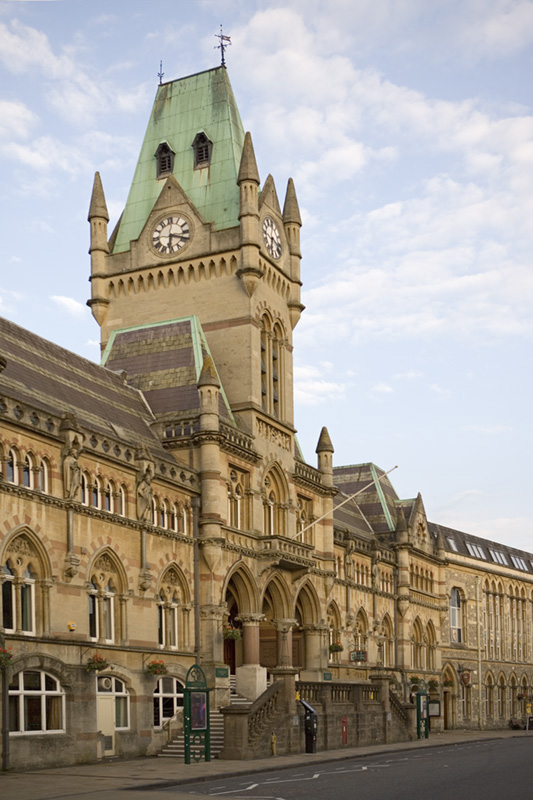
Guildhall

Weitere interessante Gebäude sind die Gildenhalle aus dem Jahre 1871, das Royal Hampshire County Hospital und die Winchester-City-Mühle, eine der vielen Wassermühlen, die an den Armen des Itchen betrieben wurden. Die Winchester-City-Mühle wurde kürzlich restauriert und mahlt jetzt wieder Korn mit Wasserkraft. Die Mühle gehört dem National Trust.

## Sport und Freizeit
Winchesters Fußballverein wird Winchester City F.C. genannt und wurde im Jahre 1884 gegründet. Er hat das Motto „Many in men, One in Spirit“.
Winchester hat auch eine Rugbymannschaft mit Namen Winchester RFC sowie einen aufstrebenden Leichtathletikverein namens Winchester and District AC.
Der erfolgreiche Hockeyclub hat zehn Herren- und drei Damenmannschaften.
Bowls wird im Riverside Indoor Bowling Club gespielt.

## Bildungseinrichtungen
Es gibt eine Vielzahl von Schulen in Winchester. Die drei weiterführenden Schulen sind die King’s School, die Westgate School und die Henry Beaufort School. Die University of Winchester (früher King Alfred’s College genannt) befindet sich nahe dem Stadtzentrum. Die Winchester Kunstschule ist allerdings Teil der Universität Southampton.
Eine der Sprachschulen ist die Winchester School of English, an der Studenten aus der ganzen Welt Englisch lernen.

## Partnerstädte
Die Partnerstädte von Winchester sind Laon in Frankreich und Gießen in Deutschland.

## Medien und Kultur
John Christophers Endzeit-Science-Fiction-Serie Sword of the Spirits spielt hauptsächlich in Winchester.
In der Fernsehsendung von Channel 4, „Die besten und schlechtesten Wohnorte in Großbritannien 2006“ wurde Winchester zum lebenswertesten Ort des Landes gewählt. Im Jahre 2007 wurde Winchester hinter Edinburgh Zweiter.
Seit 1974 findet jährlich am ersten Wochenende im Juli in Winchester die „Hat Fair“ statt, ein Straßentheaterfestival mit Aufführungen und Workshops in der ganzen Stadt. Das Musik- und Komödianten-Festival ist das am längsten bestehende derartige Festival in Großbritannien.
Einer der größten und erfolgreichsten Bauernmärkte des Vereinigten Königreichs findet mit über 100 Ständen an jedem zweiten und letzten Sonntag im Stadtzentrum statt.

## Söhne und Töchter der Stadt
- Edgitha (910–946), Königin des Ostfrankenreiches und die erste Gemahlin Ottos des Großen
- Æthelwold von Winchester (904/909–984), Bischof von Winchester
- Richard von Cornwall (1209–1272), jüngerer Bruder Heinrichs III., Herzog von Poitou und römisch-deutscher König
- Robert Lowth (1710–1787), Professor in Oxford, Bischof von Oxford und London
- John Lingard (1771–1851), Historiker
- William Bull (1828–1902), Gärtnereibesitzer und Botaniker
- Herbert Greenfield (1869–1949), kanadischer Politiker
- Oswald Mosley (1896–1980), Politiker
- Horatius Murray (1903–1989), Offizier der British Army
- Henry Stisted (1909–1962), Autorennfahrer
- Mary Warnock, Baroness Warnock (1924–2019), Philosophin,  Lehrerin, Hochschullehrerin und Autorin
- Bob Anderson (* 1947), Dartspieler
- Diana Montague (* 1953), Opernsängerin
- Steve Guppy (* 1969), Fußballspieler
- Chas Barstow (* 1979), Dartspieler
- Frank Turner (* 1981), Sänger-Songwriter
- Alex Wyndham (* 1981), Schauspieler und Synchronsprecher
- Lucy Pinder (* 1983), Schauspielerin und Model
- Julia Beckett (* 1986), Schwimmerin
- Danny Ings (* 1992), Fußballspieler
- Angus MacDonald (* 1992), Fußballspieler
- Fenella Langridge (* 1992), Triathletin
- Eilidh McIntyre (* 1994), Seglerin
- Paul Double (* 1996), Radrennfahrer
- Toby Samuel (* 2002), Tennisspieler
- Liam Delap (* 2003), englisch-irischer Fußballspieler

## Belege
1. ↑  Hat Fair as the UK’s longest running festival of outdoor arts (Memento vom 20. August 2017 im Internet Archive), Stadt Winchester, abgerufen am 20. August 2017